# Heinrich Konrad Studt

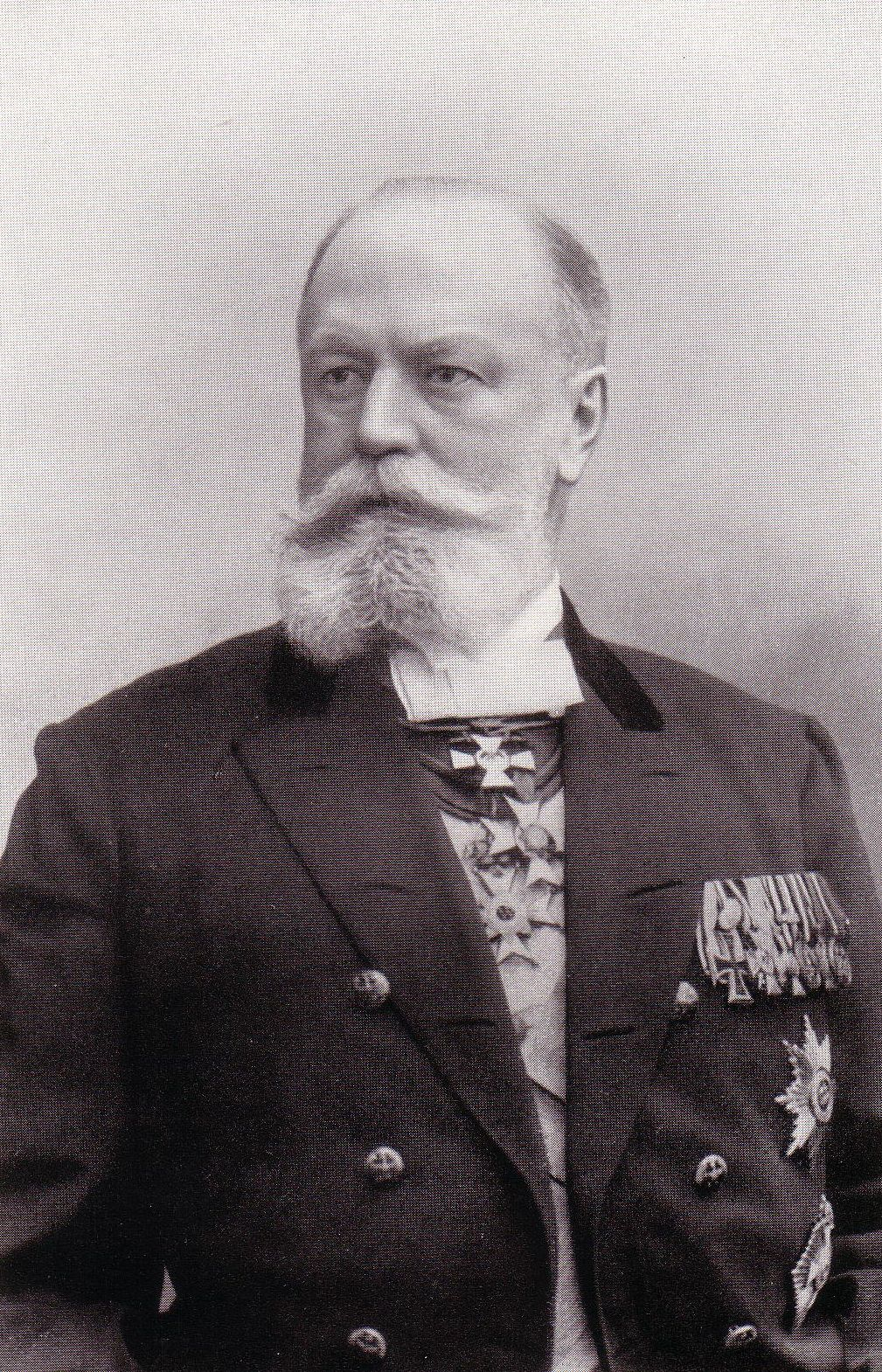
Heinrich Konrad Studt als Grootofficier in de Orde van de Rode Adelaar voor 1900

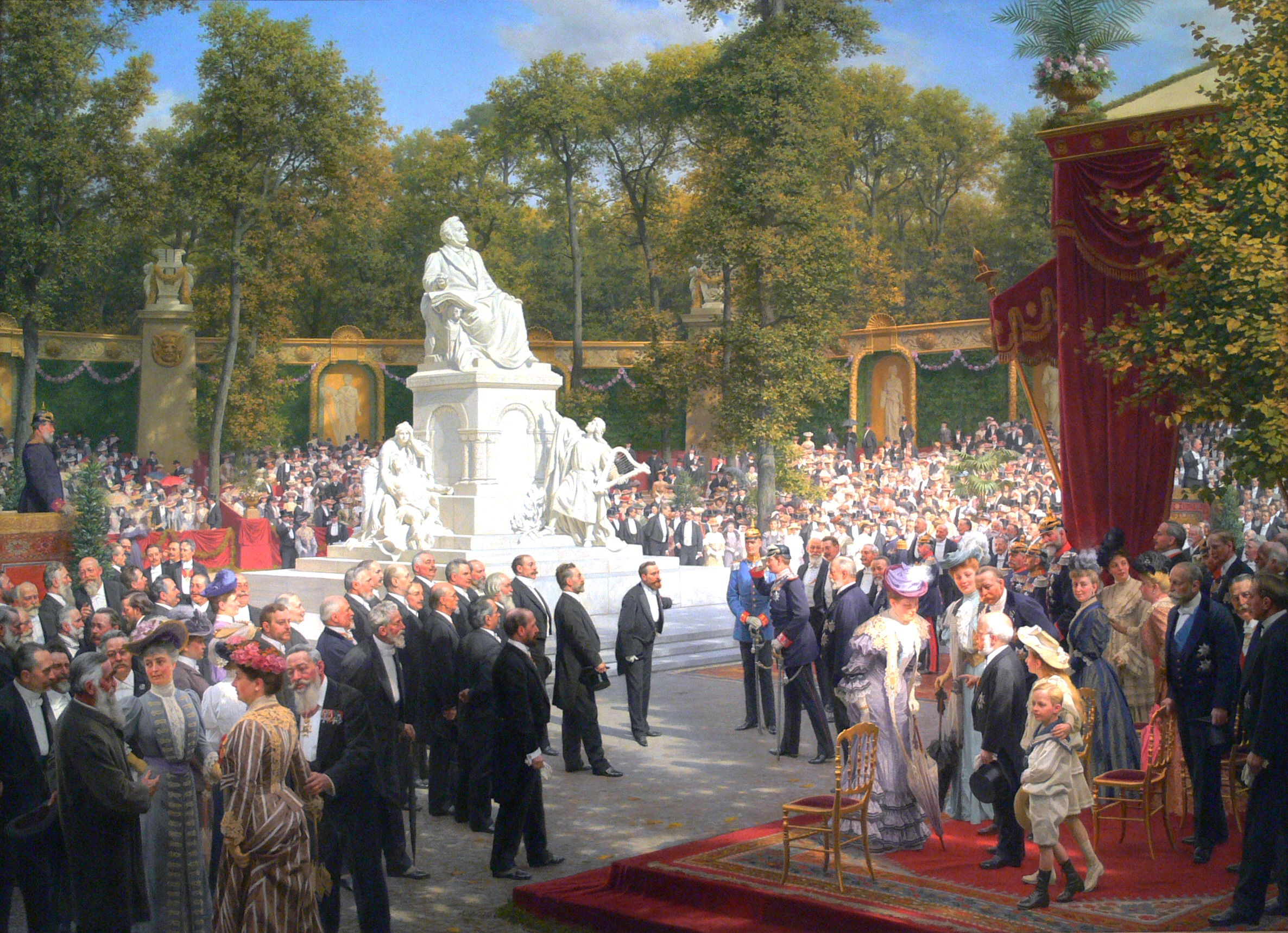
Heinrich Konrad Studt achter de Keizer bij het onthullen van een monument voor Richard Wagner

Heinrich Konrad Studt (sinds 1906 von Studt, Berlijn of Schweidnitz, het huidige Świdnica, 5 oktober 1838 – Berlijn, 29 oktober 1921) was een Duits jurist en politicus. Hij bracht het tot minister van onderwijs, godsdienst en medische aangelegenheden, het zogenaamde "Kultusministerium".
Behalve bestuurlijke en politieke verdiensten had Heinrich Konrad Studt ook wetenschappelijke merites. Samen met Braunbehrens publiceerde hij jarenlang de nieuwe edities van Brauchitsch' Neuen preußischen Verwaltungsgesetzen, een verzameling van regelgeving en juridische commentaren.
Studt studeerde rechten en staatsrecht in Bonn en Breslau. Hij was daar lid van twee studentencorpora; het Corps Borussia Breslau (1856) en het Corps Saxonia Bonn (1857). Beide traditionele verenigingen waren duellerende corpora.
De jonge jurist koos voor de ambtenarij en werd Gerichtsassessor, een functie bij de rechterlijke macht. Hij was van 1867 tot 1876 Landraad van het Pommerse district Obornik. Het gebied was pas bij de Poolse Delingen aan Pruisen gekomen en het was politiek en taalkundig nog altijd sterk op Polen gericht. In 1876 kreeg hij een functie in het Pruisische Ministerie van Binnenlandse Zaken. Daar rees zijn ster snel, in 1878 werd hij "Geheimer Regierungsrat und vortragender Rat" wat inhield dat hij aan de minister rapporteerde. In 1882 werd hij "Regierungspräsident" van Königsberg in Oost-Pruisen. Het Duitse Rijk assimileerde de omvangrijke Poolse bevolking binnen haar grenzen met enige dwang tot Pruisen en Duitsers. De Poolse taal en cultuur werden waar mogelijk onderdrukt. Daarbij was ook Regeringspresident Studt betrokken. In 1887 kreeg Studt dezelfde opdracht in het geannexeerde Frans-Duitse gebied Elzas-Lotharingen waar de Fransen vasthielden aan hùn taal en cultuur terwijl de Duitsers, die van het gebied een "Rijksland" hadden gemaakt, het gebied en de Universiteit van Straatsburg verduitsten. Heinrich Konrad Studt was onderstaatssecretaris in de regering van Elzas-Lotharingen.
Van 1889 tot 1899 was Studt "Oberpräsident" van de Pruisische Provincie Westfalen en van 1899 tot 1907 Kultusminister. In 1906 verleende de Keizer hem de Hoge Orde van de Zwarte Adelaar waardoor hij ook Grootkruis in de Orde van de Rode Adelaar werd. Daarna werd hij, inmiddels als drager van de Orde van de Zwarte Adelaar in de Pruisische adelstand verheven, voor het leven lid van het Pruisische Hogerhuis, het "Preußisches Herrenhaus".
Aan het Pruisische Hogerhuis en Studts politieke werk kwam in 1918 een plotseling einde. De Duitse revolutie maakte een einde aan het bestaan van het Hogerhuis.

## Erkenning van zijn werk
Heinrich Konrad Studt was door meerdere universiteiten tot eredoctor gemaakt. Hij was sinds 1906 ereburger van Münster. In Bad Kreuznach, Dortmund en Münster werd een Von Studtstraße naar hem genoemd.
Hij was behalve drager van de twee hoogste Pruisische grootkruisen en Grootkruis in de Pruisische Kroonorde ook Commandeur in de Orde van Verdienste van Waldeck en droeg het Erekruis van het gehele Vorstelijke Huis van Lippe om de hals. Opvallend was zijn onderscheiding met het IJzeren Kruis IIe Klasse aan het witte lint voor non-combatanten. Dat verwierf hij voor zijn inzet in de Frans-Duitse Oorlog van 1870. Heinrich Konrad Studt droeg de plaque en het commandeurskruis van de IIe Klasse van de Orde van de Rode Adelaar met zwaarden aan de ring en eikenloof. Daarmee liet hij zien dat hij eerder een lagere graad van deze orde "met de zwaarden" had gedragen. Deze zwaarden aan de ring en het eikenloof mocht hij ook op ster en grootkruis van de Orde van de Rode Adelaar dragen.